# Tropicale Amissa Bongo 2016
La 11.ª edición de la Tropicale Amissa Bongo se disputó del 18 al 24 de enero del 2016. 
Esta competición, organizada en Gabón y pasando por Camerún, formó parte del UCI Africa Tour, dentro de la categoría 2.1.

## Equipos participantes
Tomaron parte en la carrera 14 equipos: 3 de categoría Profesional Continental; 2 de categoría Continental; y 9 selecciones nacionales. Los equipos participantes fueron:
| Equipo                          | Cód. UCI | Categoría               |
| ------------------------------- | -------- | ----------------------- |
| Direct Énergie                  | DEN      | Profesional Continental |
| Fortuneo-Vital Concept          | FVC      | Profesional Continental |
| Funvic Soul Cycles-Carrefour    | FSC      | Profesional Continental |
| Stradalli-Bike Aid              | BAI      | Continental             |
| Sky Dive Dubai Pro Cycling Team | SKD      | Continental             |
| Selección de Gabón              |          | Selección nacional      |
| Selección de Argelia            |          | Selección nacional      |
| Selección de Eritrea            |          | Selección nacional      |
| Selección de Etiopía            |          | Selección nacional      |
| Selección de Burkina Faso       |          | Selección nacional      |
| Selección de Ruanda             |          | Selección nacional      |
| Selección de de Camerún         |          | Selección nacional      |
| Selección de Costa de Marfil    |          | Selección nacional      |
| Selección de Marruecos          |          | Selección nacional      |

## Etapas
| Etapa     | Fecha       | Recorrido                | km        | Ganador            | Líder             |
| --------- | ----------- | ------------------------ | --------- | ------------------ | ----------------- |
| 1.ª etapa | 18 de enero | Kango- Lambaréné         | 147       | Andrea Palini      | Andrea Palini     |
| 2.ª etapa | 19 de enero | Fougamou-Mouila          | 106       | Andrea Palini      | Andrea Palini     |
| 3.ª etapa | 20 de enero | Lambaréné-Ndjolé         | 129       | Adrien Petit       | Andrea Palini     |
| 4.ª etapa | 21 de enero | Oyem-Ambam               | 141       | Adil Jelloul       | Andrea Palini     |
| 5.ª etapa | 22 de enero | Meyo-Kie-Oyem            | 118       | Adrien Petit       | Tesfom Okbamariam |
| 6.ª etapa | 23 de enero | Kango-Libreville         | 4,1 (CRI) | Adrien Petit       | Adrien Petit      |
| 7.ª etapa | 24 de enero | Cabo Esterias-Libreville | 132       | Yauheni Hutarovich | Adrien Petit      |

## Clasificaciones finales

### Clasificación general
| Posición | Ciclista          | Equipo                 | Tiempo           |
| -------- | ----------------- | ---------------------- | ---------------- |
|          | Adrien Petit      | Direct Énergie         | 18 h 11 min 50 s |
| 2        | Andrea Palini     | Sky Dive Dubai         | a 6 s            |
| 3        | Anthony Delaplace | Fortuneo-Vital Concept | a 218 s          |
| 4        | Tesfom Okbamariam | Selección de Eritrea   | a 25 s           |
| 5        | Armindo Fonseca   | Fortuneo-Vital Concept | a 35 s           |
| 6        | Adil Jelloul      | Sky Dive Dubai         | a 36 s           |
| 7        | Benoît Jarrier    | Fortuneo-Vital Concept | a 38 s           |
| 8        | Bryan Nauleau     | Direct Énergie         | a 38 s           |
| 9        | Soufiane Haddi    | Sky Dive Dubai         | a 47 s           |
| 10       | Elias Afewerki    | Selección de Eritrea   | a 47 s           |

### Clasificación de la montaña
| Posición | Ciclista           | Equipo               | Puntos |
| -------- | ------------------ | -------------------- | ------ |
|          | Aron Debretsion    | Selección de Eritrea | 18     |
| 2        | Patrick Byukusenge | Selección de Ruanda  | 16     |
| 3        | Temesgen Buru      | Selección de Etiopía | 15     |

### Clasificación por puntos
| Posición | Ciclista        | Equipo                 | Puntos |
| -------- | --------------- | ---------------------- | ------ |
|          | Andrea Palini   | Sky Dive Dubai         | 157    |
| 2        | Adrien Petit    | Direct Énergie         | 144    |
| 3        | Armindo Fonseca | Fortuneo-Vital Concept | 121    |

### Clasificación de los sprints
| Posición | Ciclista              | Equipo                 | Puntos |
| -------- | --------------------- | ---------------------- | ------ |
|          | Tesfom Okbamariam     | Selección de Eritrea   | 12     |
| 2        | Abdelati Saadoune     | Selección de Marruecos | 10     |
| 3        | Jean Bosco Nsengimana | Selección de Ruanda    | 8      |

### Clasificación de los jóvenes
| Posición | Ciclista                | Equipo               | Puntos           |
| -------- | ----------------------- | -------------------- | ---------------- |
|          | Abderrahmane Bechlaghem | Selección de Argelia | 18 h 12 min 56 s |
| 2        | Hafetab Weldu           | Selección de Etiopía | a 2 s            |
| 3        | Jean-Claude Uwizeye     | Selección de Ruanda  | a 32 s           |

### Clasificación por equipos
| Posición | Equipo                 | Tiempo           |
| -------- | ---------------------- | ---------------- |
|          | Direct Énergie         | 54 h 37 min 10 s |
| 2        | Fortuneo-Vital Concept | a 4 s            |
| 3        | Sky Dive Dubai         | a 24 s           |

## Evolución de las Clasificaciones
| Etapa (vencedor)               | Clasificación general | Clasificación por puntos | Clasificación de la montaña | Clasificación de los sprints | Clasificación de los jóvenes | Clasificación por equipos |
| ------------------------------ | --------------------- | ------------------------ | --------------------------- | ---------------------------- | ---------------------------- | ------------------------- |
| 1.ª etapa (Andrea Palini)      | Andrea Palini         | Andrea Palini            | Joseph Areruya              | Joseph Areruya               | Fisseha Belay                | Fortuneo-Vital Concept    |
| 2.ª etapa (Andrea Palini)      | Andrea Palini         | Andrea Palini            | Joseph Areruya              | Jean Bosco Nsengimana        | Jean Bosco Nsengimana        | Fortuneo-Vital Concept    |
| 3.ª etapa (Adrien Petit)       | Andrea Palini         | Andrea Palini            | Joseph Areruya              | Tesfom Okbamariam            | Abderrahmane Bechlaghem      | Fortuneo-Vital Concept    |
| 4.ª etapa (Adil Jelloul)       | Andrea Palini         | Andrea Palini            | Temesgen Buru               | Abdelati Saadoune            | Abderrahmane Bechlaghem      | Fortuneo-Vital Concept    |
| 5.ª etapa (Adrien Petit)       | Tesfom Okbamariam     | Andrea Palini            | Patrick Byukusenge          | Tesfom Okbamariam            | Hafetab Weldu                | Fortuneo-Vital Concept    |
| 6.ª etapa (Adrien Petit)       | Adrien Petit          | Andrea Palini            | Patrick Byukusenge          | Tesfom Okbamariam            | Abderrahmane Bechlaghem      | Direct Énergie            |
| 7.ª etapa (Yauheni Hutarovich) | Adrien Petit          | Andrea Palini            | Aron Debretsion             | Tesfom Okbamariam            | Abderrahmane Bechlaghem      | Direct Énergie            |
| Final                          | Adrien Petit          | Andrea Palini            | Aron Debretsion             | Tesfom Okbamariam            | Abderrahmane Bechlaghem      | Direct Énergie            |